# Ceramica calena
Per ceramica calena si intende un tipo di ceramica interamente ricoperta da vernice nera (fine argilla depurata ricca di ferro cotta in riduzione d'ossigeno), decorata plasticamente da motivi ornamentali e figurati, impressi a stampo, di ispirazione e di influenza ellenistica, proveniente dal territorio dell'antica Cales (Campania).

## Storia
Fin dall'antichità, la tradizione letteraria cita la città di Cales per la sua produzione di ceramica artistica, diffusa largamente, oltre che nella Magna Grecia, in Sicilia, in Etruria e in Europa nord-orientale.

### Esportazione
L'area di esportazione di questa ceramica oltre i confini dell'Italia e la sua varia diffusione nell'Apulia, nell'Etruria, in Campania, con la prevalenza di determinati tipi che mutano, secondo la regione, attesta un'organizzazione ed una capacità di produzione veramente notevoli, nell'economia del mondo italico-romanizzato, oltre che la vitalità di un fenomeno artistico che si produce entro l'ambito cronologico di poco più di un secolo.
Il carattere di questa produzione attinge tecnica, forme e stile dalle arti minori dell'Oriente e della Grecia e si costituisce quale tramite continuo dell'arte e dell'industria ellenistiche nell'Italia meridionale.

### Suddivisione in classi
La ceramica calenica si divide in tre classi:
- Patere a medaglione;
- Patera ombelicata;
- Gutto.

### Produzione
La produzione dei vasi caleni può con molta probabilità essere assegnata direttamente a Cales; numerose sono le iscrizioni impresse sugli stessi manufatti, riconducibili tutte al territorio caleno. Le firme dei fabbricanti sono state utili anche come dato cronologico, per fissare il periodo della fioritura di questa produzione, tra il 250 ed il 180 a.C.; dopo questo periodo essa corre rapidamente all'esaurimento sia per le mutate condizioni politiche e militari che le sottraggono i mercati interni più importanti, sia per il mutare del gusto e la diffusione di altri prodotti dell'industria vascolare, principalmente la terra sigillata e i vasi aretini.